# Real Centro Filarmónico Guadiato y Sierra
El Real Centro Filarmónico Guadiato y Sierra es una agrupación coral que pretende continuar la gran tradición musical de la ciudad de Peñarroya-Pueblonuevo. Posee un amplio repertorio de canciones, que van desde zarzuelas o música popular hasta habaneras o género lírico. En sus más de 20 años de actividad artística, ha actuado en multitud de localidades de la geografía cordobesa y nacional, incluyendo algún concierto en el extranjero.

## Historia
Peñarroya -Pueblonuevo, ciudad con una gran tradición musical reconocida en muchos lugares de España, especialmente en nuestra tierra de Andalucía, con la fundación por parte de Eduardo García López el año 1991 del Real Centro Filarmónico "Rodríguez Cerrato", logró recuperar la memoria del Real Centro Filarmónico de Pueblonuevo del Terrible, que tantos éxitos cosechara durante las primeras décadas del siglo XX.
La labor del real Centro Filarmónico no ha estado sólo supeditada a la difusión de la música por puro entretenimiento, sino que sus aspiraciones son fomentar la enseñanza de la misma, para crear así una conciencia musical que indudablemente contribuya a elevar el nivel cultural de nuestra sociedad. Con un amplio y variado repertorio, compuesto por obras de tipo litúrgico y de los géneros operísticos, lírico y popular, ha tenido hasta la fecha un amplio número de actuaciones. 
En sus más de veinte años de historia, "nuestra Coral" no sólo ha actuado en Peñarroya –Pueblonuevo. Poco a poco ha ampliado su fama y su repertorio, así como lista de localidades a las que ha llevado su música. Aparte de nuestro pueblo, ha visitado en muchas ocasiones otros los pueblos de la comarca, ha llegado a Córdoba y otras ciudades andaluzas, también a ciudades de Aragón, de Extremadura, de la Comunidad Valenciana, de las dos Castillas, llegando incluso hasta Vilvoorde (Bélgica) donde participó en los actos de hermanamiento con dicha localidad, siendo un gran embajador musical.
Ha participado en numerosos certámenes líricos o concursos de villancicos siendo  muchos los premios que ha obtenido en dichas participaciones, demostrando así gran variedad y calidad en su repertorio.
Ha grabado también dos discos, el primero en 2001 y titulado “A nuestras gentes en el mundo”. Aunque merece especial mención el trabajo que realizó con su segunda grabación,  allá por los años 2004 y 2005, en los que el Real Centro Filarmónico participó muy activamente en el proyecto de recuperación del folclor tradicional del Valle del Alto Guadiato, proyecto que culminó con la grabación del disco “Identidades II, Folklore en el Valle del Alto Guadiato”, que presentó en una gira que le llevó de nuevo por toda nuestra comarca y más allá.
En noviembre de 2005, junto con el Taller Lírico Andaluz "Talía" de la Sociedad Filarmónica de Andalucía "Correa d`Arauxo" presentan la zarzuela Bohemios, del compositor Amadeo Vives.
La labor del Real Centro Filarmónico como difusor del legado cultural de Peñarroya - Pueblonuevo y de toda la comarca minera no ha cesado nunca. Han sido muchas las veces que ha colaborado en la difusión de los eventos artísticos celebrados en nuestra comunidad. Por ejemplo, en los años 2007 y 2008 participa en los actos de clausura de las Jornadas Internacionales de Minería y Patrimonio Ciudad de Peñarroya-Pueblonuevo.
En el año 2010 participa en el Encuentro Coral, Concierto Santa Cecilia (patrona de los músicos), celebrado en el Teatro Liceo de Baena.
En la actualidad su actividad no decae, ahora bajo la dirección de la joven Carmen Calero, sigue siendo un grupo entusiasta y comprometido, rescatando viejas canciones, dándoles ecos nuevos, ampliando día a día su experiencia y repertorio y que continúa llevando su música allá dónde la gente quiere escucharla. Ajeno a cualquier tipo de élite, en nuestro Real Centro Filarmónico  se da cabida a personas de toda clase social: profesionales y aficionados, mayores y jóvenes, hombres y mujeres, haciendo posible que la música, su razón de ser, adquiera su dimensión  más humanizadora, consiguiendo así que revierta en el pueblo lo que del pueblo emana. Con esta filosofía se agruparon sus primeros componentes, y esta es también la base de su futuro.